# Blackburnium hippopus
Blackburnium hippopus är en skalbaggsart som beskrevs av Macleay 1888. Blackburnium hippopus ingår i släktet Blackburnium och familjen Bolboceratidae. Inga underarter finns listade.